# Xanthate

De haut en bas : structure d'un xanthate sel (M^{+}= Na^{+}, K^{+}…) et d'un xanthate ester.

Les xanthates ou dithiocarbonates sont les sels et esters de l'« acide xanthique ». Le chimiste danois William Christopher Zeise les a découverts en 1823.
Le terme « acides xanthiques » indique une famille de composés organosulfurés de formule générale ROC(=S)SH, qui sont donc des O-esters de l'acide dithiocarbonique. La déprotonation conduit à l'« anion xanthate » de formule générale ROC(=S)S−.
L'usage du terme « xanthate » n'est pas recommandé par l'IUPAC (terme considéré comme obsolète).